# 帕苏丰杜
帕苏丰杜是巴西南大河州的一个市镇。总面积780.3平方公里，总人口183300人，人口密度234.9人/平方公里。